# Segerstads församling, Växjö stift
Segerstads församling var en församling i Ölands södra kontrakt i Växjö stift, Mörbylånga kommun i Kalmar län. Församlingen uppgick 2002 i Sydölands församling.

## Administrativ historik
Församlingen har medeltida ursprung.
Församlingen var under medeltiden i pastorat med Gräsgårds församling, därefter till 1575 i Hulterstads pastorat. Från 1575 till 1652 ingick den i ett pastorat med Kastlösa församling och därefter till 1923 utgjorde församlingen ett eget pastorat. Den 1 maj 1923 till 1962 var den annexförsamling i pastoratet Gräsgård och Segerstad. År 1962 blev församlingen annexförsamling i pastoratet Södra Möckleby, Smedby, Gräsgård, Segerstad, Ventlinge och Ås. Församlingen uppgick 2002 i Sydölands församling.
Församlingskod var 084009.

## Kyrkor
- Segerstads  kyrka

## Series pastorum
| Ämbetstid | Namn                                                                         | Levnadstid             | Kommentar              |
| 1652–1654 | Christopher Hermanni Hornsehed                                               | d. 1681                |                        |
| 1654–1675 | Laurentius Svenonis                                                          | d. 1675                |                        |
| 1676–1688 | Magnus Petri Dahl                                                            | 1635–1688              |                        |
| 1689–1711 | Daniel Johannis Medelius                                                     | d. 1711                |                        |
| 1712–1737 | Petrus Rinchander                                                            | d. 1737                |                        |
| 1738–1749 | Jonas Wentling                                                               | 1706–1765              |                        |
| 1749–1769 | Johan Dahlerus                                                               | 1713–1769              |                        |
| 1771      | Daniel Lindelius                                                             | 1718–1771              |                        |
| 1772–1790 | Sven Sahlstéen                                                               | 1738–1799              |                        |
| 1790–1795 | Aron Dahlerus                                                                | 1747–1796              |                        |
| 1796–1822 | Pehr Cortin                                                                  | 1743–1822              |                        |
| 1824–1826 | Christian Benjamin Ljungstedt                                                | 1771–1828              |                        |
| 1826–1847 | Anders Molander                                                              | 1780–1847              |                        |
| 1850–1863 | Carl August Hoflund                                                          | 1818–1869              |                        |
| 1863–1868 | Carl Johan Kjellberg                                                         | 1821–1894              |                        |
| 1869–1883 | Carl Edvard Sandgren                                                         | 1836–1924              |                        |
| 1884–1891 | Bror Uno Konstantin Johan Helmer Laurentius Stanislaus Alexander Hummerhielm | 1848–1930              |                        |
| 1891–1902 | Karl August Karlson                                                          | 1847–1921              |                        |
| 1902–1921 | Johan Peter Ölander                                                          | 1859–1921              |                        |
| 1923–1940 | Erland Frans Robert Franzén                                                  | 1867–1947              | Gräsgård och Segerstad |
| 1941–1951 | Arnold Gerhard Vallentin Olofsson                                            | 1908–(åtminstone 1951) | Gräsgård och Segerstad |

## Klockare och organister
| Ämbetstid | Namn                 | Levnadstid | Övrigt    |
| --------- | -------------------- | ---------- | --------- |
| 1700–1710 | Olof                 |            | Klockare. |
| 1745–1758 | Olof Mattsson        |            | Klockare. |
| 1759–1807 | Daniel Mattsson      | 1731–1807  | Klockare. |
| 1810–1834 | Olof Olsson Fritalig | 1774–      | Klockare. |